# جيمي فينتر
جيمي فينتر (بالإنجليزية: Jamie Winter)‏ (4 أغسطس 1985 في المملكة المتحدة - ) هو لاعب كرة قدم بريطاني في مركز الوسط. لعب مع سانت جونستون وليدز يونايتد ونادي أبردين ونادي تشيسترفيلد ونادي مونتروز لكرة القدم وBroughty Athletic F.C. ‏ وFormartine United F.C. ‏.

## وصلات خارجية
- جيمي فينتر على موقع قاعدة بيانات كرة القدم.إي يو (الإنجليزية)
- جيمي فينتر على موقع Soccerbase.com (لاعب) (الإنجليزية)